# Aleš Strajnar
Aleš Strajnar, slovenski skladatelj, kitarist in pedagog, * 29. november 1947, Vipava.
Na Srednji glasbeni šoli za glasbo in balet je leta 1976 v razredu prof. Tomaža Šegule opravil zaključni izpit iz kitare in zaključni izpit teoretsko pedagoškega oddelka v razredu prof. Bogdana Habeta.
Na Akademiji za glasbo v Ljubljani je leta 1986 končal študij kompozicije v razredu prof. Daneta Škerla.
Med letoma 1971 in 1974 je deloval kot samostojni kulturni delavec, nato kot učitelj kitare na Glasbeni šoli Moste, od leta 1992 pa kot profesor solfeggia in jazzovske kitare na Konservatoriju za glasbo in balet Ljubljana.
Njegov opus zajema tako dela klasične glasbe kot tudi skladbe zabavne glasbe. Njegov opus sestavljajo: solistične, komorne, zabavne, vokalne in orkestralne skladbe.
ORKESTRALNA GLASBA: 
Divertimento za kitaro in orkester (1984), Slovenski simfonični triptih za veliki orkester (1986), Glej, lučke na jezeru! za flavto, harfo, harmoniko, zvonove, tolkala in godala (2005).
VOKALNA GLASBA: 
Balada o valčku za mešani zbor (1981), Jesen za alt in klavir (1991), Živel nekoč je kamenček za alt in klavir (1991), Pesem za mamo za alt in klavir (1991), Stoji ljubimec za alt in klavir (2001), Kdo sem za alt in klavir (2003).
SOLISTIČNA INSTRUMENTALNA GLASBA: 
Miha riše za kitaro (1974), Sen za kitaro (1974), Pravljica za Mihca za kitaro (1976), Passacaglia za kitaro (1982), Sporočilo I za kitaro (1989), Sporočilo II za kitaro (1990), Če si zaljubljen v maju za kitaro (1993), Kavboj Miha za kitaro (1995), Miha gre na morje za kitaro (1997), Beguine za kitaro (1999), Tango za Anjo za kitaro (2003), Begiune 2004 za kitaro (2004).
KOMORNA GLASBA: 
Pomlad, pomladi... za dve flavti in kitaro (1982), suita Pogledi za flavto in kitaro (1983), Punčka zaspi za violino in klavir (1983), Sonata za flavto in harfo (1985), V dvoje je lepše za kljunasto flavto in kitaro (1989), Sporočilo III za violino in klavir (1989), Sporočilo IV za oboo, klarinet in fagot (1990), Sonata št. 1 za dve kitari (1995), Sonata št. 2 za dve kitari (2001), Ulična fantazija za flavto in harmoniko (2004), Zaljubljena harmonika za flavto, violino, harmoniko, klavir in bas harmoniko (2004).
ZABAVNA GLASBA - šansoni, popevke, instrumentalne skladbe: 
Sveti Štefan za mali ansambel (1969), Pesem pomladi za mali ansambel(1980), Dan neskončnih sanj za vokal in mali ansambel (1980), Človek v človeku za vokal in orkester (1981), V vrtovih vstajajo palače za vokal in mali ansambel (1990), Daljave za vokal in ansambel (1994), Val in pristan za vokal, revijski orkester in zbor (1997), Zvečer za vokal in mali ansambel (1997).
Kot kitarist in pevec je sodeloval s številnimi zasedbami, med drugim z zasedbama Vihar in Mladi levi, trenutno pa deluje v zasedbi Remake Swing Quartet.
S petjem se ukvarja tudi njegova hčerka Anja Strajnar: www.anjuska.com